# Schachendorf
Schachendorf est une commune autrichienne du district d'Oberwart dans le Burgenland.